# Elosa spinifera
Elosa spinifera är en hjuldjursart som beskrevs av Wiszniewski 1932. Elosa spinifera ingår i släktet Elosa och familjen Trichocercidae. Arten är reproducerande i Sverige. Inga underarter finns listade i Catalogue of Life.